# トビモンオオエダシャク
トビモンオオエダシャク（ Biston robustum）はエダシャク亜科に属するシャクガの一種。

## 生態
成虫は早春の2月上旬〜4月にかけて発生する。川敷や高原の草地などに分布し、昼間に活動する。オスの触角が発達して長い羽毛状となっている。オスの展翅は50-62mm、メスは約80mmに及ぶ。日本国内の北海道、本州、四国、九州、対馬、そして朝鮮半島に分布する。

## 幼虫
幼虫の頭に二つの突起があり、芽の形に似て成長する。静止した時は木の枯れ枝に見えて「土瓶割り」という別名も持っている。終齢幼虫は7センチを超える。

### 食草
食草はブナ科、ニレ科、バラ科、マメ科、ニシキギ科、カエデ科、ツバキ科、ミズキ科などを含む。